# Wuhan Sports Center Stadium
Wuhan Sports Center Stadium (chiń. 武漢體育中心; pinyin Wǔhàn Tǐyùzhōngxīn) – wielofunkcyjny stadion w mieście Wuhan, w Chinach. Został otwarty w 2002 roku. Może pomieścić 52 357 widzów. Obiekt był jedną z aren piłkarskich Mistrzostw Świata kobiet w 2007 roku. Rozegrano na nim cztery spotkania fazy grupowej oraz dwa ćwierćfinały turnieju.